# Huelga de Minera Escondida de 2006
La Huelga de la Minera Escondida en el 2006 corresponde a una paralización laboral de los trabajadores chilenos para conseguir mejores condiciones de remuneración por las crecientes ganancias de la Minera Escondida, hecho que produjo variaciones mundiales en el valor del cobre. En esta manifestación tomaron parte 2.052 trabajadores, quienes se instalaron con carpas en el complejo deportivo de la minera ubicada en Antofagasta; la toma duró 25 días, desde el 7 de agosto hasta el 1 de septiembre en que se firmó el contrato laboral definitivo entre ambas partes después de una serie de propuestas.

## Antecedentes
De acuerdo con la ley laboral chilena, la empresa tenía en el año 2006, como plazo para iniciar las negociaciones con los sindicatos acerca del nuevo contrato colectivo de trabajo. Pese a los intentos de acercamiento, las pretensiones de aumento salarial de los trabajadores -impulsadas por el extraordinario valor alcanzado por el metal a lo largo del año 2006- se encontraban lejos de lo ofrecido por la compañía. Pese a los intentos de acercamiento entre las partes, los trabajadores reclamaban que las millonarias ganancias que había tenido la empresa no les llegan a ellos. 

## Negociación y Huelga
El sindicato presentó en la primera negociación colectiva, la exigencia de un reajuste de un 13% en los salarios, más un bono de $8.000.000 (pesos chilenos), y otro bono por la misma suma por término de conflicto, sumando en total unos $16.000.000. La empresa no aceptó la petición y presentó cambio de reajuste en 3% para el sueldo y otros beneficios (bono por término de conflicto, y bono por el precio del cobre) que sumaban $8.000.000 en total. El sindicato no aceptó la propuesta, ya que sus liquidaciones mensuales se verían disminuidas entre un 10% y un 20% mensual porque eran dineros que según ellos, ya tenían y que pretendían transformar en bonos de riesgo o de cumplimiento, y si no los cumplían, perderían su dinero.
A causa de no ocurrir lo esperado por los mineros, declararon la huelga el lunes 7 de agosto, en donde tomaron parte 2.052 trabajadores, y el vocero encargado de las negociaciones fue Pedro Marín. Se paralizó el 60% de la producción de la cuprífera, reduciendo su producción de concentrados de cobre en un 50% y la de cátodos a 15%, también se bloquearon los caminos al sector y se tomó el complejo deportivo de la minera ubicado en el sector sur de Antofagasta; el otro 40% fue realizado por las empresas contratistas y los cargos altos de la minera.
Algunos sindicatos de la Región de Atacama prestaron ayuda para los huelguistas, como la Federación de Trabajadores del Cobre y la Federación Minera de Chile, esta última denunció que el Código del Trabajo está hecho a favor de las grandes mineras y no a beneficio de los trabajadores, además que Chile es el único país del mundo que tiene legalizado los reemplazos desde el primer día de huelga.
Como efecto secundario de la huelga, se produjo una fuerte presión al alza del valor de los minerales relacionados con la explotación, principalmente el cobre, el molibdeno y el níquel, llegando a muy altos valores.

## Contrato definitivo
El día 1 de septiembre, después de 25 días de huelga se firmó en Antofagasta, un contrato colectivo entre los trabajadores y la minera, Esta propuesta estableció básicamente un reajuste real de las remuneraciones de 5% y bonos por 9 millones de pesos a cada uno, el cual regirá hasta el 2009.